# Luxemburguesos
Els luxemburguesos són un grup humà germànic nadius de Luxemburg que comparteixen la Cultura de Luxemburg o són descendents de Luxemburg. Legalment, els luxemburguesos són ciutadans del Gran Ducat de Luxemburg. El corresponent adjectiu és "luxemburguès".

## Localització
La majoria dels luxemburguesos ètnics viuen al Gran Ducat de Luxemburg, un petit país situat a Europa entre Alemanya, França i Bèlgica, i són d'origen celtes i germànics. La majoria parlen luxemburguès, com la seva llengua materna, a més de francès i alemany (Encara que el luxemburguès és bastant similar a l'alemany, és prou clara la diferència per a ser considerat un llenguatge independent i no simplement un dialecte de l'alemany). Malgrat el nombre relativament petit dels luxemburguesos, hi ha una relativament gran diàspora, a Europa i en altres llocs. En particular, hi ha poblacions en els països veïns de Bèlgica, França i Alemanya. En la seva major part, això es deu a raons històriques, especialment les tres Particions de Luxemburg, el que va portar als antics territoris de Luxemburg d'incorporar-se a cadascun dels tres països del nostre entorn.
També hi ha poblacions significatives en les Amèriques, amb el major contingent als Estats Units. No obstant això, moltes persones d'origen luxemburguès viuen en Argentina i Brasil, a la qual les grans onades de luxemburguesos van emigrar al segle xix, igual que els alemanys al mateix temps. Altres van emigrar a Hongria, juntament amb els alemanys durant la primera fase de l'Ostsiedlung al segle xii. Els Saxons de Transsilvània són els descendents d'aquests colons.